# Bulbophyllum desmanthum
Bulbophyllum desmanthum é uma espécie de orquídea (família Orchidaceae) pertencente ao gênero Bulbophyllum. Foi descrita por Tuyama em 1940.